# Supervision musicale
 (septembre 2017).
Pour les articles homonymes, voir Supervision (homonymie).
Ne doit pas être confondu avec le producteur musical qui est chargé de la partie économique et marketing dans l'industrie musicale.
La supervision musicale, parfois nommée audio branding, temp track, production music, conseil musical ou encore production exécutive musicale, est l'activité d'illustration musicale, d'une œuvre artistique audiovisuelle par une ou plusieurs musiques préexistantes, ainsi que la gestion des droits musicaux qu'elle engendre.

## Rôle
Quelle que soit la durée de l'œuvre que l'on veuille illustrer en musique, la musique aura toujours deux fonctions possibles, l'amplification du contenu visuel diffusé et/ou de sa signification, ou le soutien de ces derniers (« accompagnement musical »).
Lors de la création de l'œuvre (préproduction, production et/ou postproduction), un dialogue s'exerce entre le réalisateur et le consultant musical (choix de la référence musicale et/ou de sa version, ainsi que de la séquence à conserver) et la gestion des droits musicaux (clearance musicale).

## Cinéma et publicité
La supervision musicale publicitaire est une activité récente au sens où certaines marques demandent expressément à des groupes musicaux la création de chansons à apposer sur leurs publicités.
Une musique ou un groupe peut également trouver son succès en étant popularisée par une publicité, et inversement (Identité sonore).
De même, une musique ayant eu du succès dans un film peut propulser un groupe sur le devant de la scène, et inversement.
Il existe donc une convergence récente entre les activités de supervision musicale pour l'industrie du cinéma et pour l'industrie de la publicité.
L'illustration sonore est aussi un élément essentiel des défilés de mode, qui régit toute l'ambiance d'un show en symbiose avec les thème décidé par le directeur artistique. Le plus célèbre d'entre eux est Michel Gaubert.

## Métier
Les consultants musicaux sont souvent issus du milieu publicitaire ou de l'industrie musicale. Une parfaite connaissance de la gestion des droits musicaux, un accès à des bases de données musicales très vastes ainsi que beaucoup d'expérience dans la production musicale expliquent la relative faiblesse du nombre d'acteurs dans le domaine de la supervision musicale.
Le terme de superviseur musical trouve son origine dans le music supervisor nord-américain.
Dans les années 2020, le rôle du superviseur musical s’est considérablement élargi au-delà des tâches traditionnelles de recherche de musique et de gestion des droits d’auteur. Les superviseurs musicaux évoluent désormais dans un environnement de plus en plus complexe, marqué par les avancées technologiques, la mondialisation et l’évolution des modes de consommation des médias. Des outils basés sur l’intelligence artificielle sont utilisés pour faciliter la découverte et la curation musicale, permettant ainsi de trouver rapidement les morceaux les plus adaptés à des contenus visuels spécifiques.
Le rôle des superviseurs est également devenu plus collaboratif, ces derniers travaillant en étroite coopération avec les réalisateurs, les producteurs, les monteurs et les artistes pour créer des bandes-son sur mesure qui renforcent l’impact émotionnel et narratif d’un projet.
Cette évolution reflète l’importance croissante de la musique dans la narration, où les bandes originales ne sont plus seulement complémentaires, mais sont perçues comme des éléments essentiels de la vision créative globale. Par ailleurs, les superviseurs musicaux d’aujourd’hui doivent également maîtriser des cadres juridiques internationaux de plus en plus complexes, notamment dans le cadre des coproductions internationales, ce qui fait du droit de la propriété intellectuelle une compétence incontournable dans ce métier.